# 23662 Jozankei
23662 Jozankei este o planetă minoră (asteroid) din centura de asteroizi. A fost descoperită pe 3 martie 1997 la Kitami Observatory⁠(d) de Kin Endate și a fost numită după Jōzankei⁠(d). 
Obiectul prezintă o orbită caracterizată de o semiaxă mare de 2,4361312 UAi, o excentricitate de 0,23, o înclinație de 3,7341 ° în raport cu ecliptica.